# 皮拉哈奇 (密西西比州)
皮拉哈奇（英語：Pelahatchie）是位於美國密西西比州蘭金縣的城鎮。

## 人口
根據2020年美國人口普查的數據，皮拉哈奇的面積為15.74平方千米，當中陸地面積為15.39平方千米，而水域面積為0.35平方千米。當地共有人口1272人，而人口密度為每平方千米81人。